# Иваньково (Великолукский район)
Иваньково — деревня в Великолукском районе Псковской области России. Входит в состав Шелковской волости.

## География
Расположена на северо-востоке района, в 41 км к северо-востоку от райцентра Великие Луки и в 3 км к северу от бывшего волостного центра Букрово-2.

## Население
| 2001 | 2002 | 2010 |
| ---- | ---- | ---- |
| 44   | ↘41  | ↘40  |

Численность населения деревни по оценке на начало 2001 года составляла 44 жителя.

## История
С января 1995 до декабря 2014 года деревня входила в состав ныне упразднённой Букровской волости.